# Eunymphicus
Genre
Eunymphicus est un genre d'oiseaux de la famille des Psittaculidae.

## Liste des espèces
Selon la classification de référence du Congrès ornithologique international (version 6.4, 2016) :
- Eunymphicus cornutus – Perruche cornue
- Eunymphicus uvaeensis – Perruche d'Ouvéa